# Революционен лист (1904 – 1906)
 Тази статия е за вестника на Димо Хаджидимов.  За вестника на ВМРО (протогеровисти) вижте Революционен лист (1931 – 1933).  
„Революционен лист“ с подзаглавие Вътрешна македоно-одринска революционна организация е вестник на левицата в революционната организация.

## История
Излиза в София от 1904 до 1906 година. От 1906 година е под редакцията на Димо Хаджидимов. Печата се в печатницата на Петър Глушков.
| Годишнина | Броеве | Дата                                 |
| --------- | ------ | ------------------------------------ |
| [I]       | 1 – 20 | 12 август 1904 – 15 септември 1905   |
| II        | 1 – 12 | 10 септември 1906 – 16 декември 1906 |

От първите 20 броя излиза книга „Извадки (цели и съкратени статии) от първите 20 номера на „Революционен лист“, София, 1905.
Първоначално за главен редактор е поканен Пейо Яворов, който обаче отказва след разногласия с Яне Сандански. 
По-късно Рилският конгрес през октомври 1905 година избира за редактор Хаджидимов. Вестникът изразява идеите на Сярската група, а според някои и лично на Сандански, който дава указания на Хаджидимов за списване на статиите във вестника.